# Ивори Лата
Ивори Лата (енгл. Ivory Latta; Маконелс, 25. септембар 1984) је америчка кошаркашица која тренутно игра за Вашигтон мистик у оквиру Женске националне кошаркашке асоцијације. Била је 11. на драфту, изабрана од стране екипе Детроит шок, 2007. године. Кошарку је почела да игра на колеџу Северна Каролин Тар Хилс. У каријери на колеџу постигла је 4.319 поена, највише у историји оснивања колеџа, у мушкој и женској конкуренцији.

## Седња школа
Рођена је у Маконелсу, где је похађала средњу школу York Comprehensive. Била је учесница WBCA средњошколских игара Америке, где је постигла 17. поена и освојила МВП награду.

## Каријера на колеџу
Проглашена је 2006. године Играчем године од стране ESPN.comUSBWA, GballMag.com и освојила награду Ненси Либерман (2006), била Играч године по Америчкој атлетској конфрекцији (2006) и многе друге. Током њених почетака постизала је 14 поена по утакмици, 16. 2 као сениор, а 16,6 током каријере за тим Северна Каролина.

## Колеџ статистика
| Година     | Тим              | ОУ  | Поени | ПШ%  | 3П%  | СБ%  | СПУ | АПУ | УПУ | БПУ | ППУ  |
| ---------- | ---------------- | --- | ----- | ---- | ---- | ---- | --- | --- | --- | --- | ---- |
| 2003-2004. | Северна Каролина | 31  | 433   | 36.2 | 34.7 | 78.0 | 2.8 | 3.5 | 1.9 | 0.1 | 14.0 |
| 2004-2005. | Северна Каролина | 34  | 592   | 42.0 | 39.7 | 86.3 | 2.7 | 4.3 | 1.7 | 0.2 | 17.4 |
| 2005-2006. | Северна Каролина | 35  | 645   | 45.5 | 40.1 | 85.2 | 2.1 | 5.2 | 2.3 | 0.1 | 18.4 |
| 2006-2007. | Северна Каролина | 38  | 615   | 41.1 | 40.2 | 85.5 | 2.1 | 4.2 | 1.6 | 0.1 | 16.2 |
| Каријера   | Северна Каролина | 138 | 2285  | 41.4 | 38.9 | 84.0 | 2.4 | 4.3 | 1.9 | 0.1 | 16.6 |

## Професионална каријера
Изабрана је као 11. пик на драфту од стране екипе Детроит шока у оквиру WNBA, 2007. године. Током почетка професионалне каријере постизала је 3 поена по утакмици и била друга најбоља кошаркашица у шутевима за три поена, у сезони 2007. године WNBA. У својој дебитантној сезони играла је финале WNBA шампионата са својим тимом Детроит шоком, када су изгубили у пет финалних утакмица од екипе Финикс меркурија. 6. фебруара 2008. године, Лата је прешла у клуб Атланта дрим, где је изабрана за другог пика 2008. године. Играла је у Турској за време паузе у WNBA сезони 2008/2009. године.. У клуб Атлатна дрим стигла је почетком 2009. године, али је тек 3. јула 2009. године њен транфсер документовано реализован.
У периоду од 2010-2012. године играла је за Тулус шок, а након тога приступила клубу Вашингтон мистик, 2013. године. Изабрана је да иде на WNBA олстар, први пут, 2013. године. У јулу 2016. године задобила је повреду левог колена током тренинга и морала да паузира до краја сезоне, након одигране 22 утакмице.
У сезони 2017. године, након опорављања од повреде, иазиграла је на почетку сезоне и играла свих 34 утакмица.

## WNBA career statistics

### Статистика током сезоне
| Сезона   | Екипа             | ОУ  | СУ  | МПУ  | ПШ%  | 3П%  | СБ%  | СПУ | АПУ | УПУ | БПУ | ППУ  |
| -------- | ----------------- | --- | --- | ---- | ---- | ---- | ---- | --- | --- | --- | --- | ---- |
| 2007     | Детроит шок       | 31  | 1   | 7.1  | 39.1 | 44.9 | .429 | 0.6 | 0.6 | 0.2 | 0.0 | 3.0  |
| 2008     | Аталанта дрим     | 34  | 31  | 28.2 | 36.2 | 34.4 | .802 | 2.1 | 3.6 | 1.3 | 0.0 | 11.4 |
| 2009     | Аталанта дрим     | 24  | 0   | 14.6 | .409 | 36.0 | 82.6 | 0.7 | 1.4 | 0.5 | 0.0 | 6.1  |
| 2010     | Детроит шок       | 18  | 16  | 28.7 | .422 | 37.0 | 77.6 | 1.4 | 3.9 | 1.0 | 0.1 | 12.4 |
| 2011     | Детроит шок       | 24  | 24  | 28.5 | .414 | 35.1 | 83.0 | 2.0 | 3.2 | 1.2 | 0.0 | 12.2 |
| 2012     | Детроит шок       | 34  | 18  | 28.3 | 43.0 | 39.0 | 84.0 | 2.2 | 3.3 | 0.9 | 0.0 | 14.3 |
| 2013     | Вашингтом мистик  | 34  | 34  | 31.5 | 39.2 | 39.6 | 90.2 | 2.6 | 4.4 | 0.8 | 0.0 | 13.9 |
| 2014     | Вашингтом мистик  | 34  | 33  | 31.7 | 39.5 | 37.7 | 83.3 | 2.4 | 3.3 | 0.7 | 0.0 | 12.8 |
| 2015     | Вашингтом мистик  | 34  | 25  | 27.3 | 40.6 | 38.9 | 90.9 | 1.8 | 2.6 | 0.6 | 0.0 | 13.4 |
| 2016     | Вашингтом мистик  | 22  | 2   | 20.8 | .331 | 30.5 | 90.9 | 1.7 | 1.9 | 0.3 | 0.0 | 8.3  |
| 2017     | Вашингтом мистик  | 34  | 1   | 17.0 | 34.9 | 32.8 | 87.1 | 0.8 | 1.7 | 0.4 | 0.0 | 8.0  |
| Каријера | 11 година, 4 тима | 323 | 185 | 24.2 | 39.3 | 36.9 | 84.8 | 1.7 | 2.7 | 0.8 | 0.0 | 10.7 |

### Плеј-оф
| Сезона   | Екипа            | ОУ | СУ | МПУ  | ПШ%  | 3П%  | СБ%   | СПУ | АПУ | УПУ | БПУ | ППУ  |
| -------- | ---------------- | -- | -- | ---- | ---- | ---- | ----- | --- | --- | --- | --- | ---- |
| 2007     | Детроит шок      | 10 | 0  | 4.7  | 26.3 | 33.3 | 66.7  | 0.3 | 0.3 | 0.2 | 0.0 | 1.9  |
| 2009     | Аталанта дрим    | 2  | 2  | 37.5 | 40.0 | 33.3 | 88.9  | 2.0 | 2.5 | 0.5 | 0.0 | 13.5 |
| 2013     | Вашингтом мистик | 3  | 3  | 31.3 | 48.4 | 40.0 | 50.0  | 4.0 | 3.0 | 0.6 | 0.0 | 12.7 |
| 2014     | Вашингтом мистик | 2  | 2  | 37.1 | .357 | 33.3 | 100.0 | 1.5 | 4.5 | 0.5 | 0.0 | 17.0 |
| 2015     | Вашингтом мистик | 3  | 3  | 31.5 | 40.0 | 52.4 | .818  | 1.3 | 4.3 | 1.0 | 0.0 | 16.0 |
| 2017     | Вашингтом мистик | 3  | 0  | 9.2  | .467 | 44.4 | 000   | 0.7 | 0.7 | 0.0 | 0.0 | 6.0  |
| Каријера | 6 година, 3 тима | 23 | 10 | 17.9 | .399 | .402 | .795  | 1.2 | 1.8 | 0.4 | 0.0 | 8.0  |

### Европска каријера
- 2007-2008:  Израел Елитзур Холон
- 2008–2009:  Турска Цејхан Беледијеси
- 2009–2010:  Турска Мерсин БСБ
- 2010-2011:  Израел Макаби Рамат
- 2011-2012:  Турска Татсус Беледив
- 2013:  Израел Макаби Рамат
- 2015-2016:  Турска Едрин Беледјевис

## Приватан живот
У њену част, 9. јануара 2003. године прочитана је резолуција у Представничком дому Сједињених Америчких Држава од стране Џона Спрата. Такође, примила је кључ града Јорка, њеног родног града и места где је похађала средњу школу, а тада је прослављен Дан Ивори Лате, 2. јануара 2003. године. Ивори је амбасадор Фондације против паркисонове болести, а њен отац и деда болују од те болести. Својим деловањем, подстакла је многе спортисте широм Сједињених Држава, да подрже ову фондацију.